# Тэмское муниципальное образование
Тэмское сельское поселение — муниципальное образование со статусом сельского поселения в 
Братском районе Иркутской области России. Административный центр — село Тэмь.

## Демография
По результатам Всероссийской переписи населения 2010 года
численность населения муниципального образования составила 853 человека, в том числе 400 мужчины и  453 женщины.

## Населённые пункты
- село Тэмь
- деревня Барчим